# Liste der Kulturdenkmäler in Welschneudorf
In der Liste der Kulturdenkmäler in Welschneudorf sind alle Kulturdenkmäler der rheinland-pfälzischen Ortsgemeinde Welschneudorf aufgeführt. Grundlage ist die Denkmalliste des Landes Rheinland-Pfalz (Stand: 21. Dezember 2021).

## Denkmalzonen
| Bezeichnung                              | Lage                    | Baujahr | Beschreibung | Bild |
| ---------------------------------------- | ----------------------- | ------- | --- | ---- |
| Denkmalzone Kurtrierische Wildbanngrenze | westlich des Ortes Lage | 1770    | Abschnitt der ehemaligen kurtrierischen Wildbanngrenze zwischen Welschneudorf und Wirges, Wall- und Grabenanlage, 1770 angelegt | BW   |

## Einzeldenkmäler
| Bezeichnung                                       | Lage                      | Baujahr         | Beschreibung | Bild                           |
| ------------------------------------------------- | ------------------------- | --------------- | --- | ------------------------------ |
| Wohnhaus                                          | Goldgasse 1 Lage          | 18. Jahrhundert | Fachwerkhaus, teilweise massiv, 18. Jahrhundert | Fotos hochladen                |
| Wohnhaus                                          | Montabaurer Straße 6 Lage | 18. Jahrhundert | Fachwerkhaus, teilweise massiv, 18. Jahrhundert | Fotos hochladen                |
| Katholische Kirche St. Johann und Kurfürstenhalle | Schulstraße 3/5 Lage      | 1705            | ehemaliges kurtrierisches Jagdzeughaus; eingeschossiger Mansarddachbau, 13 zu 5 Achsen, 1705 erbaut als kurtrierisches Jagdzeughaus, seit 1829 katholische Kirche St. Johann und Bürgermeisterwohnung | weitere Bilder Fotos hochladen |